# Gruta de Massavielha
La Gruta de Massavielha (en occità, Tuta de Massavielha) és un lloc de pelegrinatge catòlic situada en Lorda (Alts Pirineus, França). Aquí és on Bernadeta Sobirós va dir haver vist divuit aparicions de la Mare de Déu en 1858 i on, sota les indicacions de la Verge, va descobrir una font d'aigua actualment considerada miraculosa.

## Descripció

### Geografia
La cova està situada en la zona del Santuaris de Lorda situat a la riba del riu Gave. El topònim Massavielha ve de l'occità, que significa «terra vella» o «roca vella».
| |
| Vista aèria del Santuari de Lorda 1. Gruta de Massavielha 2. Basílica de la Inmaculada Concepció 3. Basílica de Nostra Senyora del Rosari 4. Basílica de Sant Pius X 5. Església de Santa Bernadeta 6. Recepció Notre-Dame 7. Recepció Marie St-Frai 8. Aldea juvenil |

### Geologia
La gruta de Massavielha té 3,80 metres d'alçada, 9,50 metres de profunditat i 9,85 metres d'ample. Pertany a una esquerda en la paret de roca de 27 metres d'alçada. La paret és llisa i humida per zones, i es pot veure el moviment del ressorgiment càrstic en direcció cap al riu Gave, a través d'un forat a la roca.
La cova és una senzilla cavitat de pedra calcària amb un bloc de morrena atrapat en una mànega i algunes estalagmites.

### Hidrologia

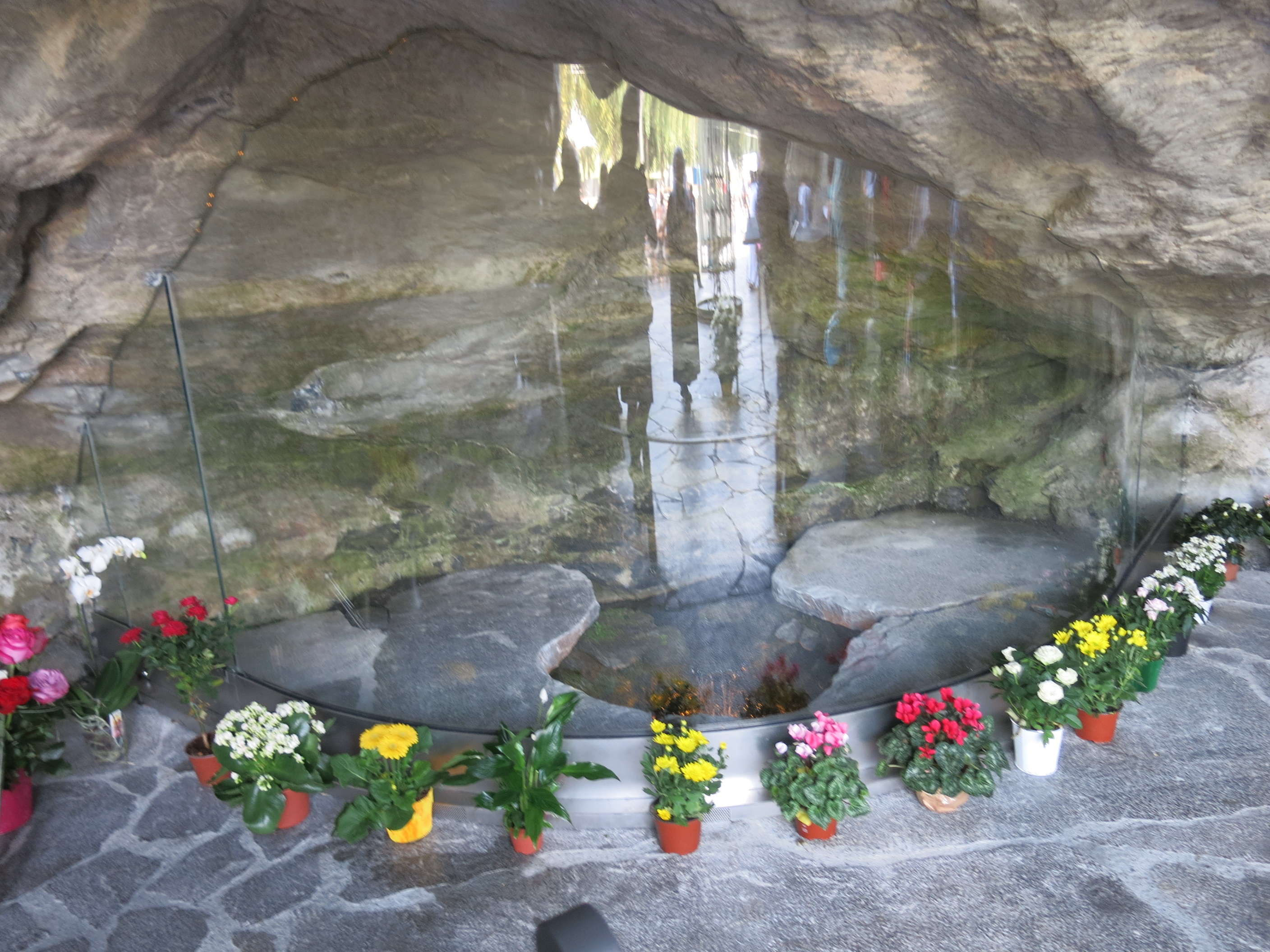
Font de la gruta de Massavielha, després de la reforma posterior a la inundació de 2013

Una font d'aigua flueix de la cova, formada per 7 o 8 ressorgiments càrstics (aqüífers subterranis) de les aigües provinents del sinclinal de Batsurguère-Prat d'Aureilh i que alimenta el Gave de Pau. Es diu que aquesta font, que flueix prop de la cova de la novena aparició del 25 de febrer de 1858, té poders miraculosos. Bernadeta Sobirós va explicar que la Senyora li va dir: «Anatz béver ena hont e v'i lavar» (Aneu a beure a la font i a rentar-vos-hi).
La font va ser protegida en 1949 i millorada en 1974 (coberta amb una placa de vidre, amb il·luminació), i l'aigua es va canalitzar cap a un dipòsit que hi ha sota les basíliques. Des de llavors, els pelegrins beuen l'aigua a 12 °C. Ells la poden recollir des d'unes aixetes que hi són a la part dreta de la gruta (els treballs fets després de les inundacions del Gave del 2012 i 2013 han desplaçat aquesta col·lecta, considerada sorollosa i gens propícia per a la meditació que es fa allí prop). També es pot banyar a les banyeres (conegudes com a «piscines», construïdes en 1882), situades més a la dreta de la font.

## Història
Abans de les aparicions, el lloc era considerat impur i conegut amb el nom de «la tute aux cochons» (la cova dels porcs) perquè era on es duien els porcs. Moltes de les creences o supersticions, sempre s'han vinculat a les coves, especialment de les regions muntanyoses.
En 1858, Bernadeta Sobirós va relatar divuit aparicions d'una noia que ella li deia «Aquéro» («ella» en occità).
El bisbe de Tarba i Lorda, el Monsenyor Bertrand-Sévère Laurence, va comprar la gruta a la comuna en 1861.

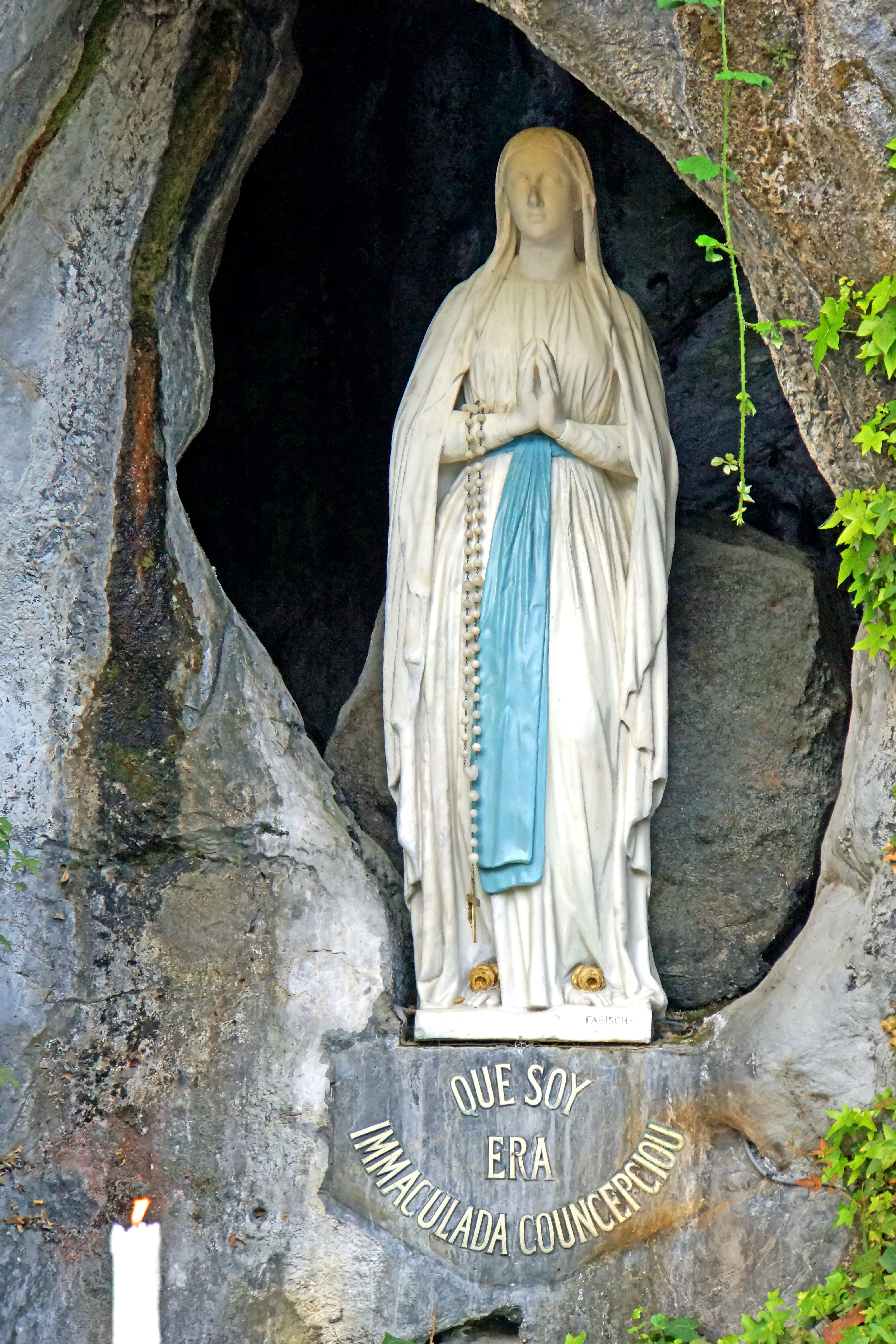
Estàtua de Nostra Senyora de Lorda

Una estàtua de la Verge en marbre de Carrara, obra de Joseph-Hugues Fabisch (el seu nom és clarament visible al pedestal), està col·locada en la part superior dreta de la cova a 2 metres d'altura, en una cavitat secundària de la roca, anomenat «nínxol de les aparicions». Va ser inaugurada en 4 d'abril de 1864, durant la primera processó oficial organitzada per l'Església i que va reunir més de 10.000 persones. Als peus de l'estàtua està inscrit en un semicercle frase en occità «Que soy era Immaculada Counceptiou» (Jo sóc la Immaculada Concepció) que hauria pronunciat la Mare de Déu a Bernadeta. L'estàtua està vestida amb un vel blanc i un vestit blanc amb un cinturó blau que cau en dues grans cintes. Té una rosa daurada que floreix en cada peu i una cadena d'or amb el rosari i els grans blancs caient de les seves mans creuades. L'estàtua va ser restaurada en 1996. Bernadeta mai va quedar completament satisfeta amb qualsevol de les representacions de la Mare de Déu que se li va aparèixer, incloent aquesta estàtua.

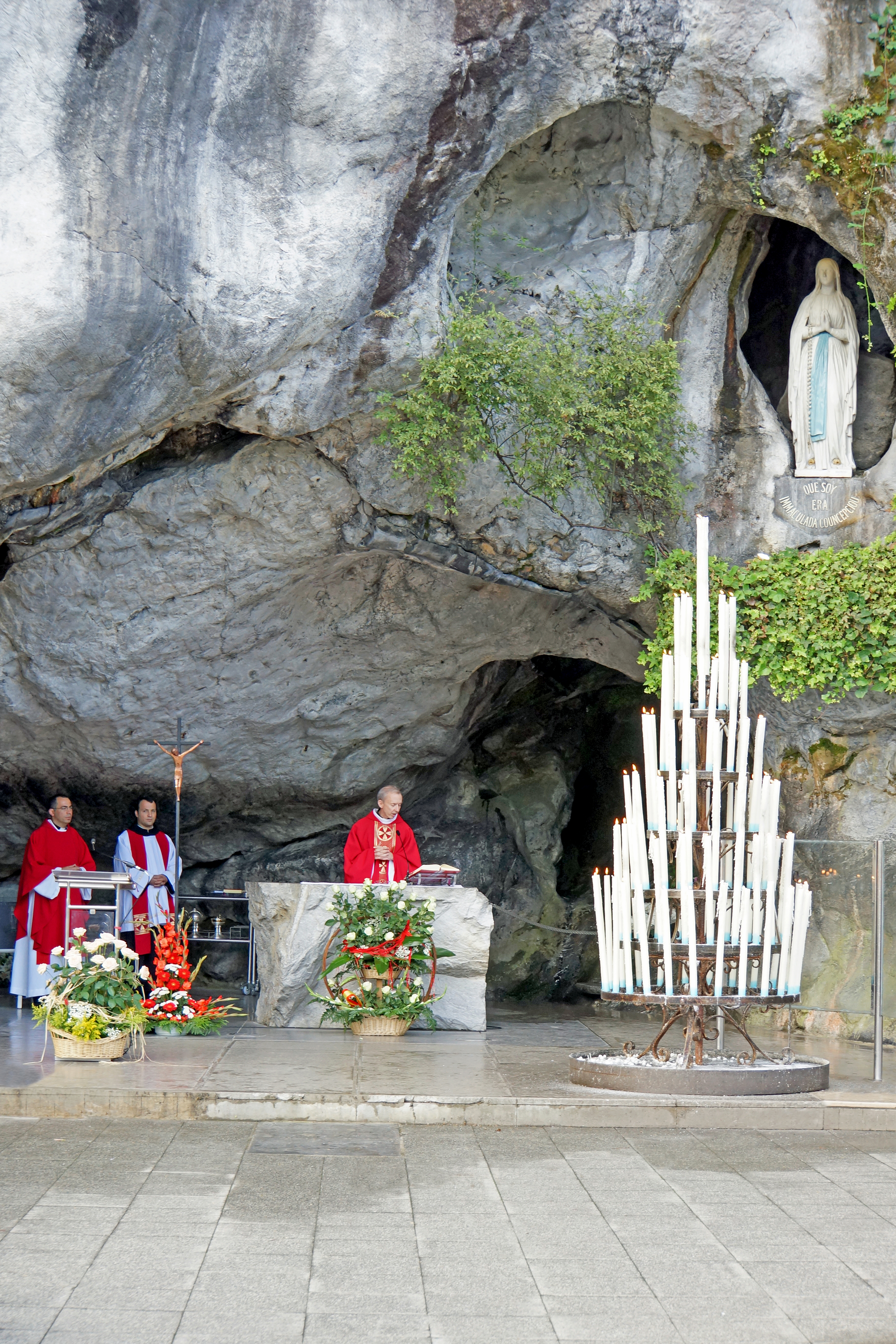
Altar de la cova. Hi ha sis idiomes oficials al santuari: francès, anglès, italià, castellà, holandès i alemany

Es va col·locar el primer altar en 1866, i va ser reemplaçat successivament en 1874, 1907 i 1958. En 1950, el bisbe de Tarba i Lorda, Pierre-Marie Théas, va reconstruir el lloc com a part de la celebració del centenari de les aparicions.
La sagristia es va construir en 1874 i es va ocultar al públic en una part de la cova, però va ser enderrocada per ser substituïda per una altra, més petita, enterrada a la roca.
Per sobre de la cova es va construir entre 1866 i 1871 una doble basílica sobre dos nivells, el Santuari de Nostra Senyora de Lorda.
L'antic llit del riu Gave es va omplir de terra en 1877 amb la finalitat de desenvolupar una esplanada suficient gran per a donar cabuda a diversos milers de pelegrins. En 1878 es va ampliar el camí cap a la gruta perquè no era prou gran per a canalitzar els pelegrins.
La popularitat dels «esdeveniments» i el lloc ha sigut utilitzat sobretot per a una certa forma de militància i fins i tot d'activisme en cercles catòlics, que van veure sota el Segon Imperi fins a la Segona Guerra Mundial una gran oportunitat per a la venjança o la conquesta de la fe («recristianització»), després dels episodis revolucionaris i anticlericals ocorreguts des de 1789.

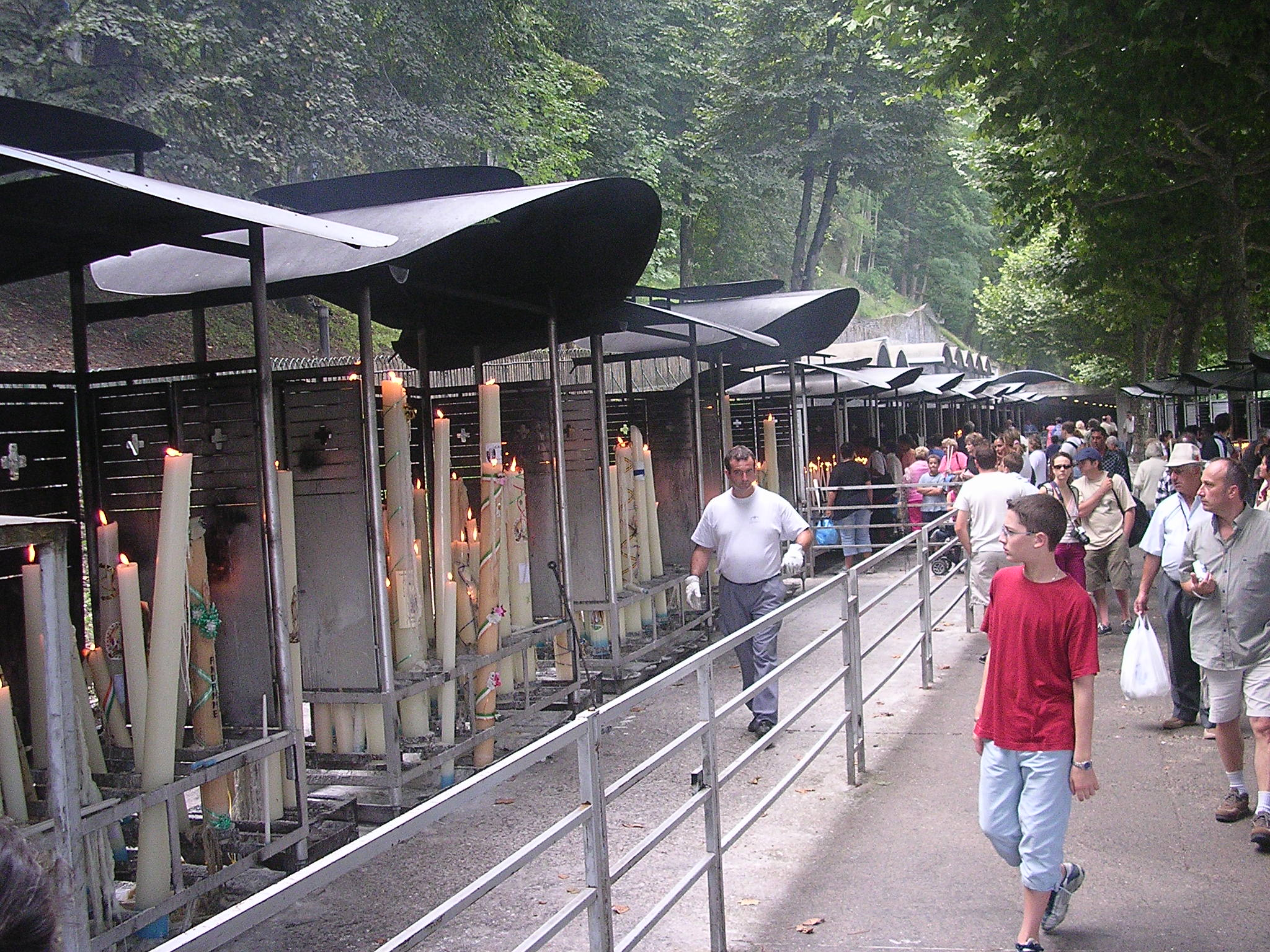
Ciris i espelmes dedicades a la Verge de Lorda

Mentre que moltes parròquies restauren o reconstrueixen els danys de la seva església (de vegades simplement a causa de la negligència o per la manca de les finances) i moltes creus de missió s'erigeixen en tot el país, un nombre significatiu de municipis han instal·lat una rèplica de la Gruta de Lorda. Aquesta és el senyal d'un fervor particular. La pedra de la cova es va convertir en llisa a l'alçada de les mans després de més d'un segle de pelegrinació. De la mateixa manera, l'interior de la cova s'ha tornat negre i gris, carbonitzat en els últims anys pel fum de les espelmes.
Després de les devastadores inundacions d'octubre de 2012 i juny de 2013, que van donar lloc a la inundació de la cova, el lloc es va reconstruir. El finançament es va fer amb el 75% en pagaments d'assegurances i el 25% de les donacions per la inundació.
El camí, una zona boscosa envoltada per 32 freixes, condueix al lloc sagrat. El paviment del sòl és d'una barreja de ciment amb pedra d'Arudy. Es va instal·lar una segona sagristia i un nou mobiliari.

## Pelegrinatge

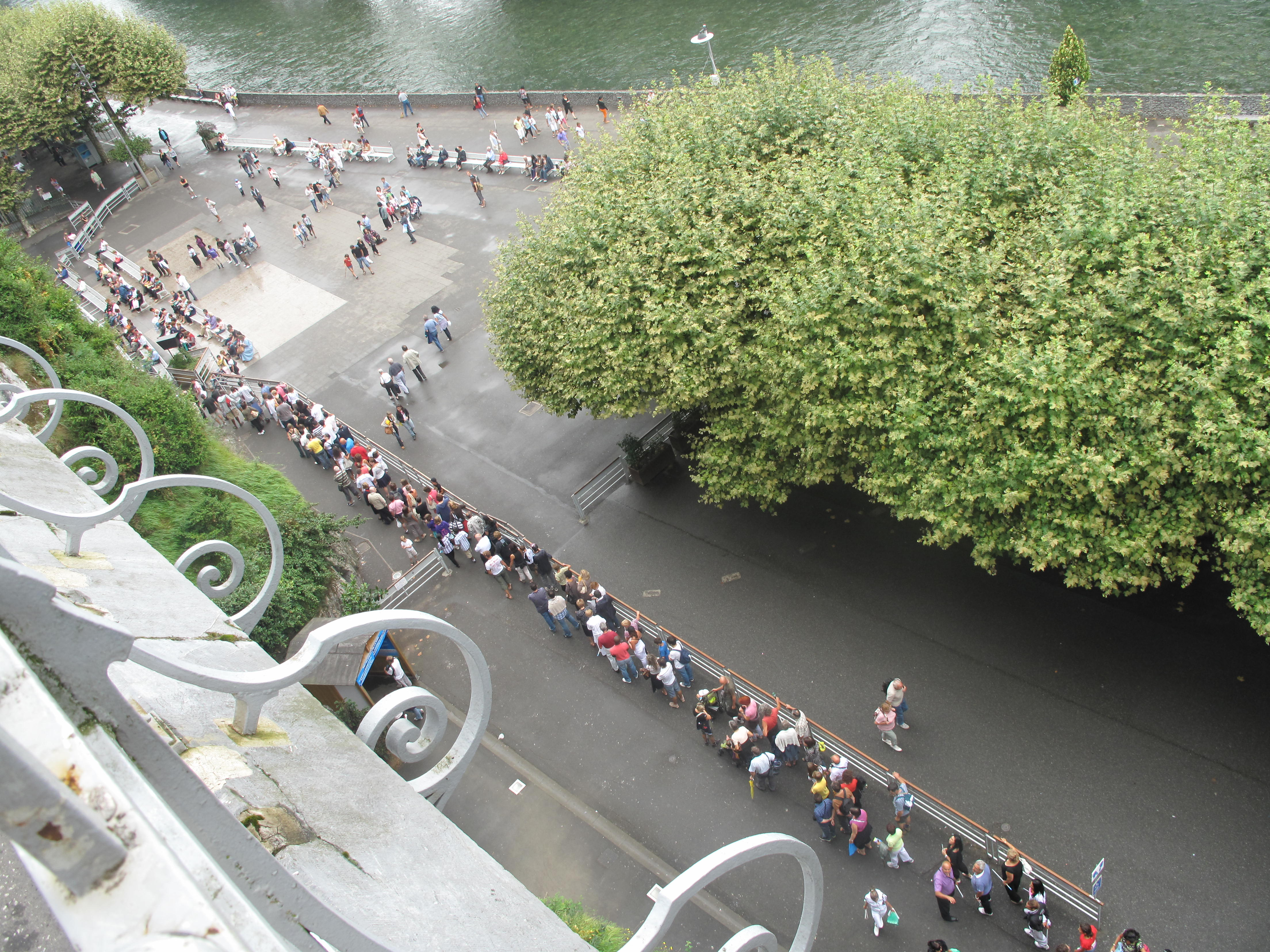
Cua de pelegrins, vista des de la terrassa del Santuari de Lorda

La gruta de Massavielha és un lloc de visita obligada per a qualsevol que vagi al Santuari de Lorda, ja sigui com a turista o com a creient.
La visita de la cova es fa en silenci. La majoria de la gent toca amb el dit la paret de la cova per respecte, per fer un vot o una oració. També s'organitzen processons de pelegrins malalts.
És una tradició venir a la gruta amb una espelma beneïda i encesa en memòria d'aquest gest realitzat per Bernadeta durant les primeres aparicions de la Verge.
Les peregrinacions es poden seguir en directe en internet.